# 기타하마촌 (효고현)
기타하마촌(北浜村)은 효고현 인나미군에 있던 촌이다. 현재의 다카사고시에 해당한다.
남쪽에 인접한 오시오정과 상공업이 일체화된 지역으로, 오시오정의 주력 산업이였던 제염업의 염전 및 공장이 기타하마촌에도 퍼져 있었다